# Fratura trimaleolar

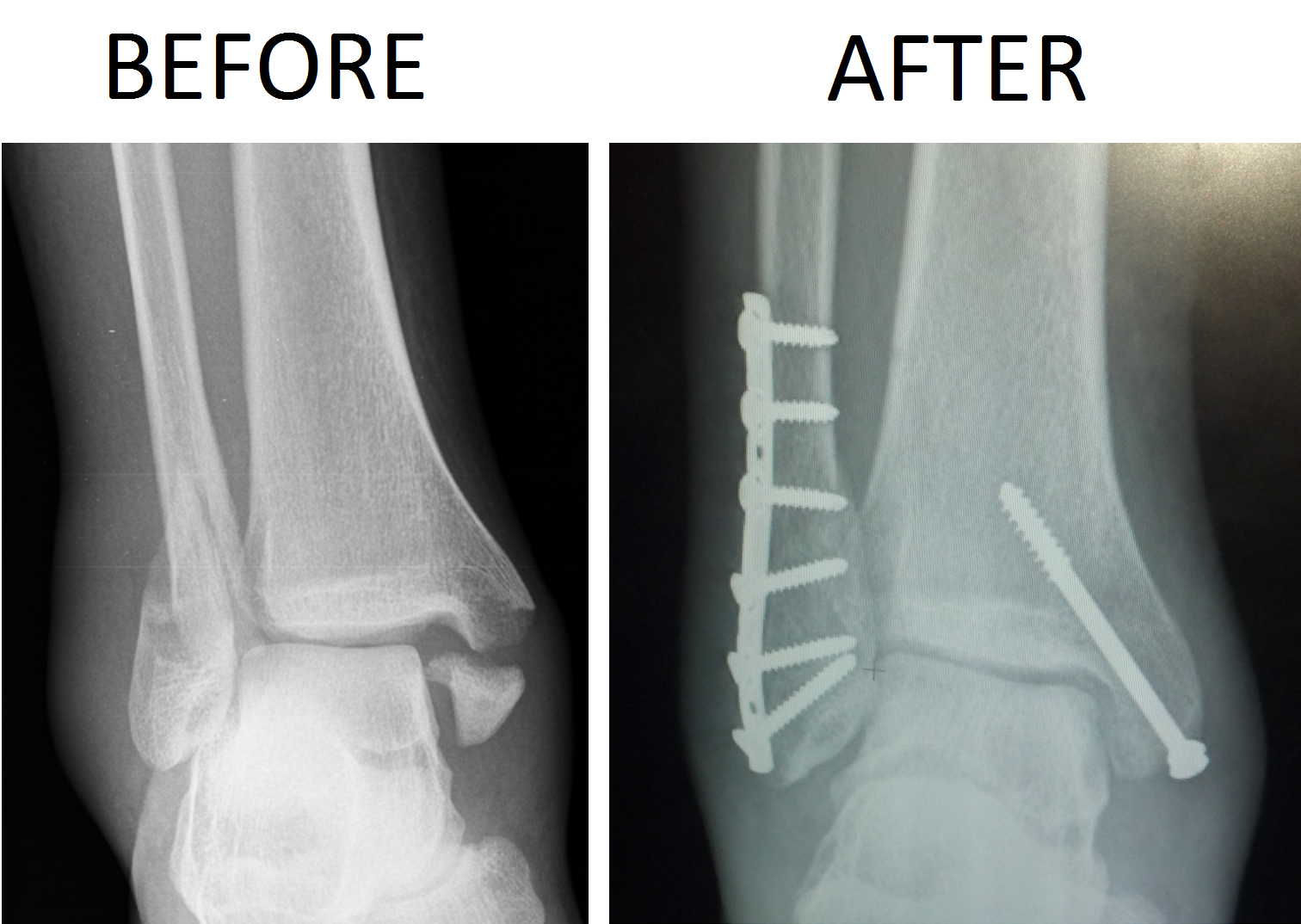
Fratura trimaleolar, antes e depois da cirurgia.

Fratura trimaleolar ou fractura de Cotton é um tipo de lesão do tornozelo caracterizada por fratura do maléolo lateral (na fíbula distal), do maléolo medial e da parte posterior da tíbia distal. Esse trauma é frequentemente acompanhado por lesão e luxação dos ligamentos tíbio-fibulares (sindesmoses).

## Causas
A causa mais comum é lesão esportiva, especialmente comum entre jogadores de futebol. Também podem ser causadas por acidentes automobilísticos, lutas ou ao tropeçar.

## Sinais e sintomas
Os mesmos de qualquer fratura: Dor intensa local que piora com o movimento e ao tocar, deformidade, edema, hematoma, dificuldade de mover a articulação afetada. A esses se acrescentam descoloração da pele do pé pela perda de sangue, incapacidade de caminhar e alteração da sensibilidade se há compromisso nervoso.

## Diagnóstico
Quando um trauma físico causa três ou mais sintomas de fraturas um raio X de frente e perfil deve ser feito. Uma tomografia pode ser solicitada para ver os detalhes antes e depois de uma cirurgia.

## Tratamento
O reparo cirúrgico é uma redução ortopédica (reposicionamento dos ossos),  osteossíntese com placa e parafusos e imobilização com gesso. Nos primeiros duas semanas sem andar e nas quatro semanas seguintes com bota de gesso, que permite pisar. Em idosos o prazo é o dobro (quatro semanas sem pisar, mais oito semanas com bota de gesso). O tratamento não cirúrgico pode ser considerado nos casos em que o paciente tem problemas de saúde significativos que desaconselham uma grande cirurgia.